# Laurent Voulzy

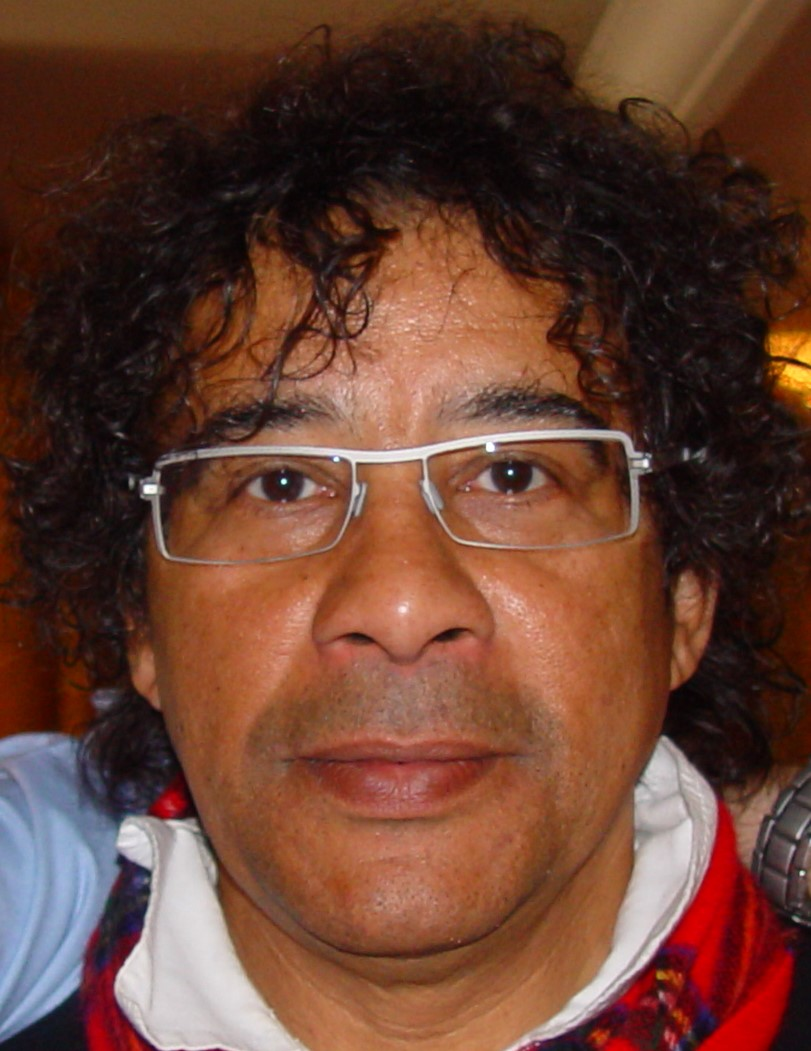
Laurent Voulzy

Laurent Voulzy (geboren als Lucien Voulzy, 18 december 1948) is een Frans zanger en componist.

## Levensloop
Voulzy werd geboren in Parijs. Hij speelde in de band Le Temple de Vénus alvorens als gitarist mee te spelen met Pascal Danel tussen 1969 en 1974. Hij geniet echter de meeste bekendheid vanwege zijn samenwerking met singer/songwriter Alain Souchon, met wie hij veel nummers schreef, en vanwege zijn eigen solocarrière.
Voulzy scoorde een internationale hit met het nummer 'Rockollection'. Andere hits waren onder andere 'Le Soleil Donne' en 'Les Nuits Sans Kim Wilde'. In 2005 was Voulzy co-producer van Nolwenn Leroy's tweede album.
Voulzy had een grote hit met zijn album La Septième Vague: in 2006 bereikte dit de top van de Franse albumlijst. Het album bevat onder andere een cover van de Everly Brothers-hit 'All I Have to Do Is Dream'; een opname die als duet met Andrea Corr is uitgevoerd. Het nummer werd ook opgenomen op het 'greatest-hits-album' van The Corrs.
In 2007 bracht Voulzy een duet met de Franse gitarist Jean-Pierre Danel uit; in 2011 werkte hij samen met Roger Daltrey van The Who.

## Discografie

### Studioalbums
- 1979 - Le Coeur Grenadine (RCA)
- 1983 - Bopper En Larmes (RCA)
- 1992 - Caché Derrière (Ariola)
- 2002 - Avril (RCA)
- 2006 - La Septième Vague (RCA)
- 2008 - Recollection (RCA)
- 2011 - Lys and Love (Columbia)
- 2014 - Alain Souchon & Laurent Voulzy (met Alain Souchon, Warner)
- 2017 - Belem (Columbia)

### Livealbums
- 1994 - Voulzy Tour (Ariola)
- 2004 - Le Gothique Flamboyant Pop Dancing Tour (RCA)
- 2013 - Lys & Love (live, Columbia)

### Compilatiealbums
- 2003 - Saisons (RCA)
- 2002 - Les Essentiels (RCA)